# بوب ماير (كاتب)
بوب ماير (بالإنجليزية: Bob Mayer)‏ (21 أكتوبر 1959، ذا برونكس في الولايات المتحدة)؛ كاتب وروائي أمريكي.